# Katt Williams
Micah Sierra "Katt" Williams  (Cincinnati, Ohio, Estados Unidos, 2 de septiembre de 1971) es un comediante, rapero y actor estadounidense. Es conocido por su papel de Money Mike en Friday After Next y como Bobby Shaw en My Wife and Kids. En 2008, se dobló a sí mismo para Grand Theft Auto IV.

## Filmografía
- Friday After Next (2002)
- Choices 2 (video) (2004)
- Treasure n tha Hood (2005)
- Ganked (video) (2005)
- Rebound (2005)
- The Boondocks (2005-2008)
- My Wife and Kids (2005)
- Repos (2006)
- Katt Williams: The Pimp Chronicles Pt. 1 (2006)
- Epic Movie (2007) (voz)
- Norbit (2007)
- Katt Williams: American Hustle The Movie (aka Katt Williams: The Pimp Chronicles Pt. 2) (2007)
- The Perfect Holiday (2007)
- First Sunday (2008)
- Grand Theft Auto IV (videojuego) (2008)
- It's Pimpin' Pimpin' (2008)
- Lonely Street (2008)
- Internet Dating (2008)
- Cats & Dogs: The Revenge of Kitty Galore (2010)
- Kattpacalypse (2012)
- Scary Movie 5 (2013)
- School Dance (2014)
- One of Them Days (2025)[3]

## Discografía
- It's Pimpin' Pimpin' (2008)

## Vida personal
Williams se unió por poco tiempo a la Nación del Islam cuando vivía en el Área de la Bahía de San Francisco, pero después luce con frecuencia una cruz durante sus actuaciones, como símbolo de su fe cristiana.

### Redes sociales
- Katt Williams en Internet Movie Database (en inglés).

```
Katt Williams
 en X (antes 
Twitter
)

Katt Williams
 en 
Instagram
 
```

- Datos: Q557948
- Multimedia: Katt Williams / Q557948